# Chiesa di San Gonsalvo
La Chiesa di San Gonsalvo (in portoghese Igreja de São Gonçalo) è una chiesa della città di Vitória in Brasile.

## Storia
Nel luogo dove oggi sorge la chiesa vi era in origine una cappella consacrata a Nostra Signora dell'Amparo e della Buona Morte, eretta dalla Confraternita con la stessa denominazione secondo alcune fonti verso il 1707. Nel 1715, la confraternita chiese al vescovado il permesso di edificare un nuovo tempio dedicato a Gonsalvo Garcia. Costruito in pietra e calce, la sua costruzione venne completata il 6 novembre 1766 quando venne consacrato al santo portoghese dal padre Antônio Pereira Carneiro e dal vicario Antônio Xavier.
L'edificio è vincolato dall'IPHAN dall'8 novembre 1948.

## Descrizione
La chiesa si trova nel centro della città di Vitória.
La facciata presenta forme barocche.

## Galleria d'immagini

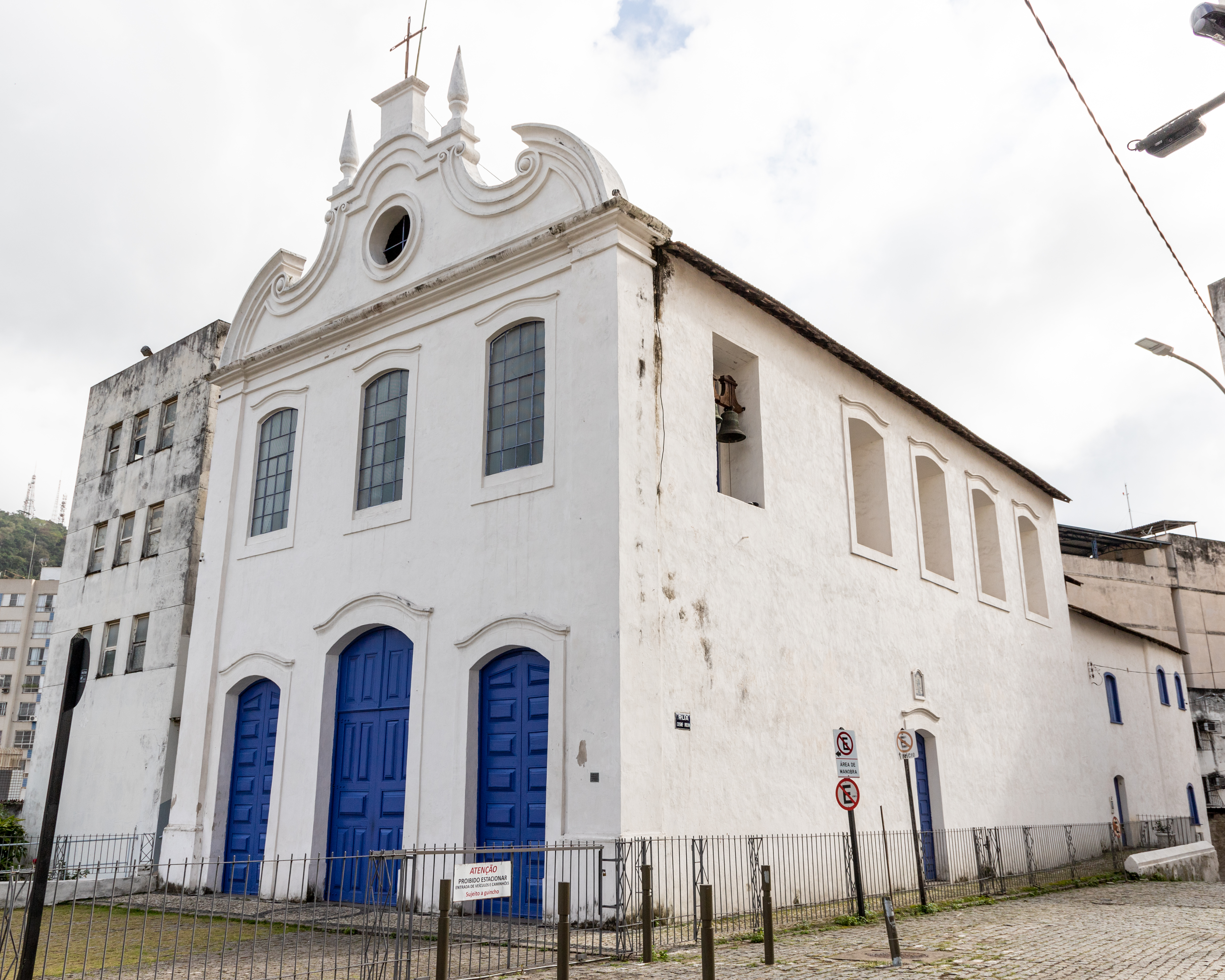
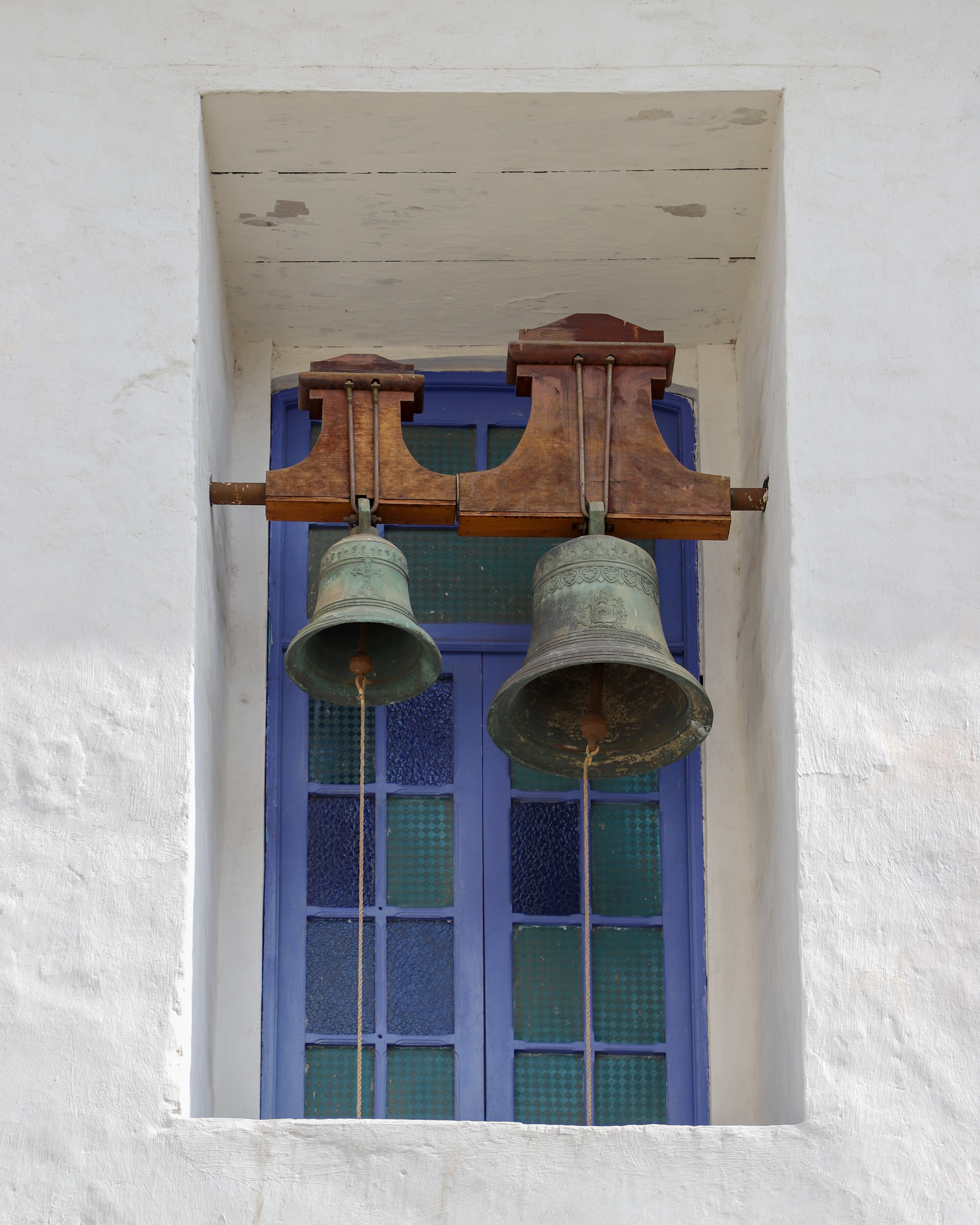
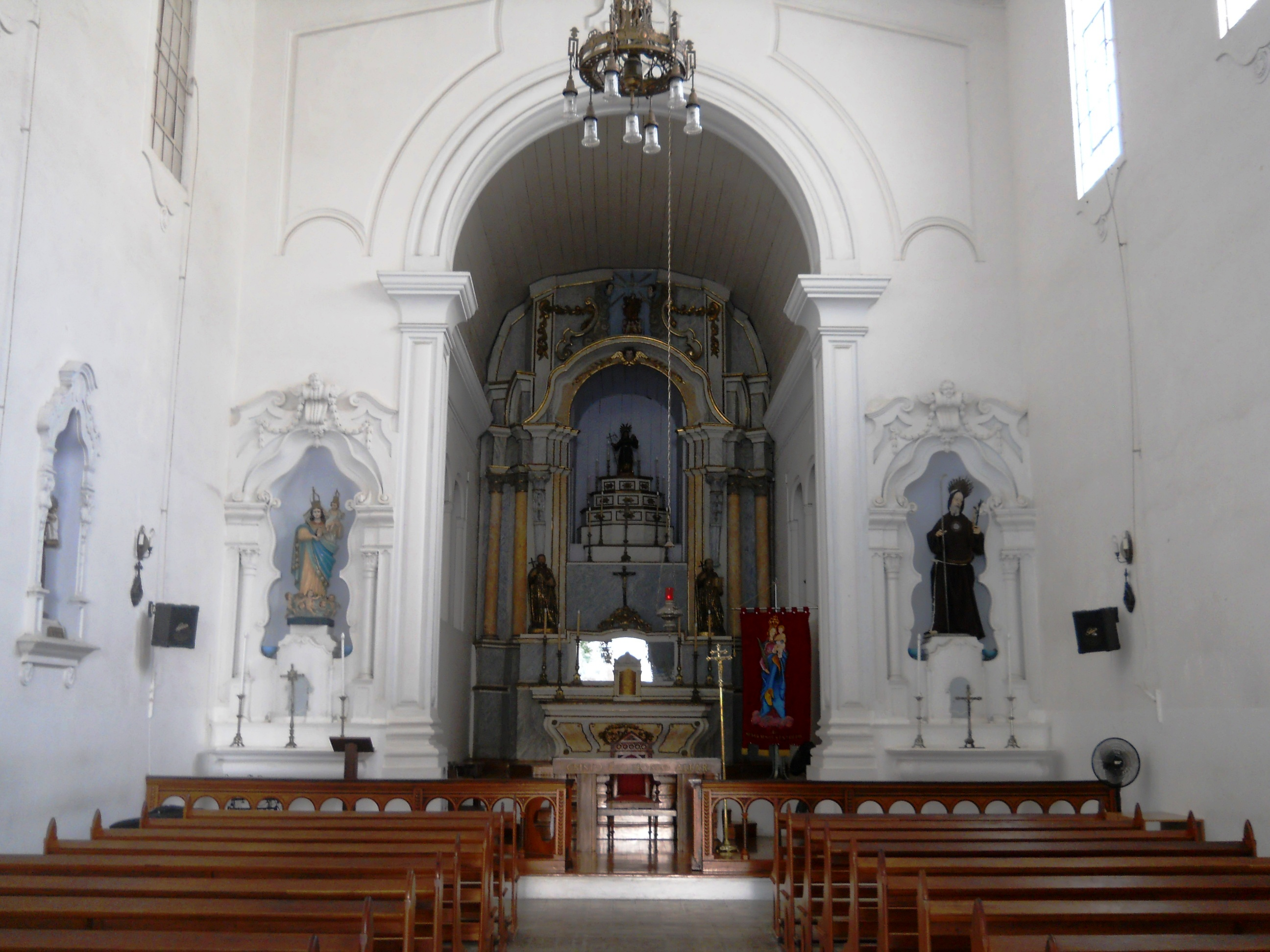